# Монастырь Вексельбург
Монастырь Вексельбург (нем. Kloster Wechselburg, ранее — монастырь Чиллен (Kloster Zschillen)) — действующий католический монастырь Баварской конгрегации бенедиктинского ордена в немецкой общине Вексельбург в федеральной земле Саксония.
Коллегиальная церковь основанного в XII веке аббатства считается одной из наиболее хорошо сохранившихся романских построек восточнее реки Заале, а её леттнер (нем. Lettner) и триумфальное распятие являются одними из лучших образцов церковной пластики XIII века.

## Исторический очерк
Монастырь в деревне Чиллен был основан Деди Толстым, графом Веттина и Гройча в середине XII века, и задумывался в качестве «домашнего» монастыря и семейной усыпальницы. В 1168 году мейсенский епископ Герунг освятил к тому времени возведённую часть базилики (окончена около 1200 года), и в 1174 году здесь была организована регулярная монастырская жизнь согласно Уставу святого Августина с монахами-августинцами из аббатства Петерсберг под Галле.
В 1278 году по желанию маркграфа Генриха Светлейшего монастырь был переподчинён Немецкому ордену, под управлением которого он находился вплоть до 1543 года, когда он был секуляризован саксонским герцогом Морицем, и затем — в обмен на Хонштайн, Велен и Ломен — передан дворянскому роду Шёнбургов. Именно вследствие этого территориального размена монастырь и соседняя община получили своё современное название Вексельбург (букв.: обменянное место).
В период после Тридцатилетней войны Шёнбурги перестроили к тому времени пришедшее в упадок здание конвента в барочный дворец, находившийся в их владении вплоть до земельной реформы 1945 года. При этом бывшая монастырская церковь использовалась сперва как лютеранская домовая часовня, и в 1869 году — в связи с переходом владельцев Вексельбурга в католицизм — была вновь обустроена согласно католическому обряду.
Повреждённая в последние дни Второй мировой войны церковь была восстановлена и отреставрирована в период с 1953 по 1965 годы, используясь в дальнейшем в качестве приходской церкви.
После объединения Германии, 28 августа 1993 года в день св. Августина монастырь в Вексельбурге был заново основан и населён выходцами из баварского аббатства Этталь.
14 сентября 2012 года монастырь получил статус зависимого приората Эттальского аббатства. Первым приором и, тем самым, представляющим интересы аббата Этталя был назначен Мавр Крас (нем. Maurus Kraß), возглавлявший до того монастырскую школу.

## Галерея

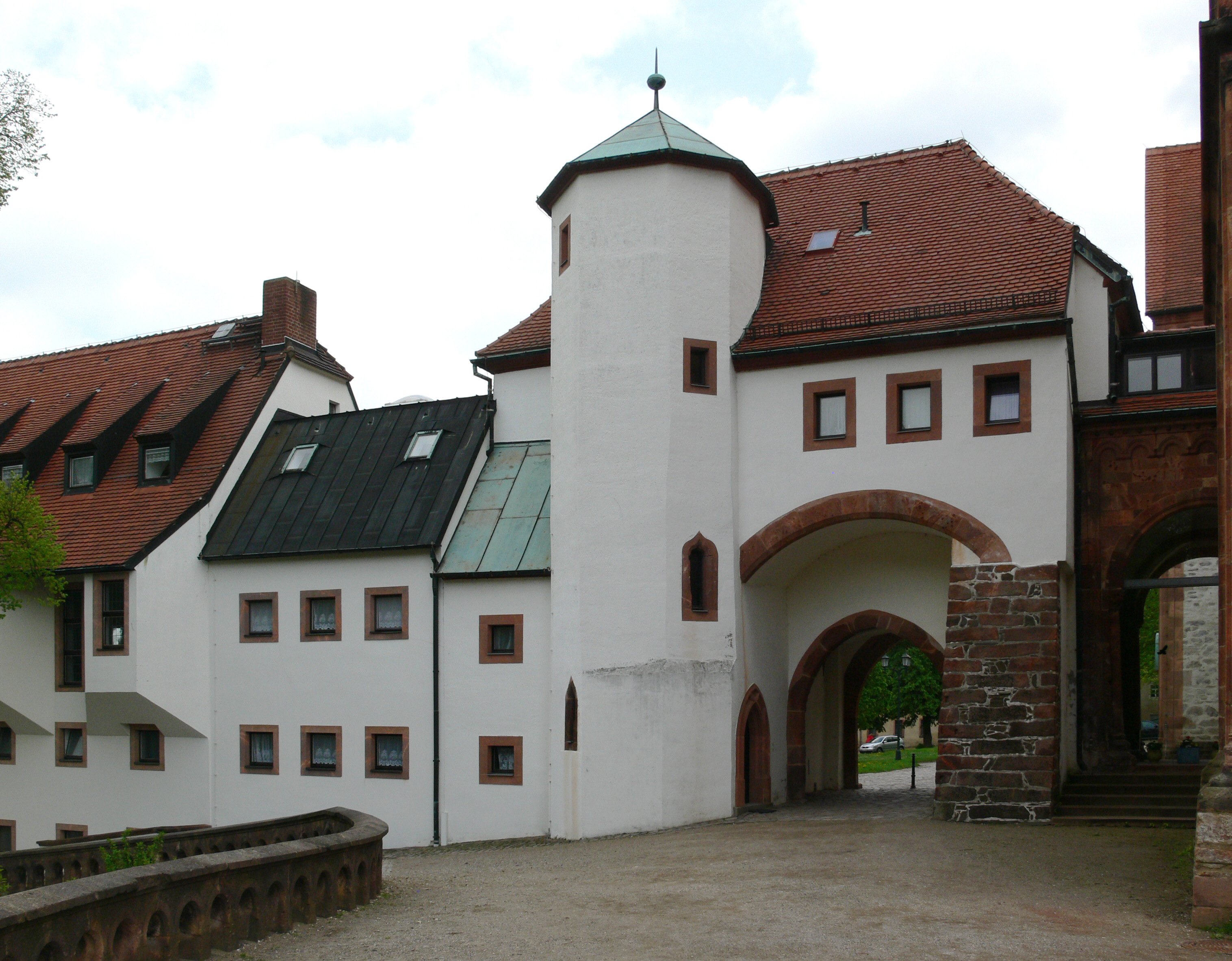
Монастырские ворота
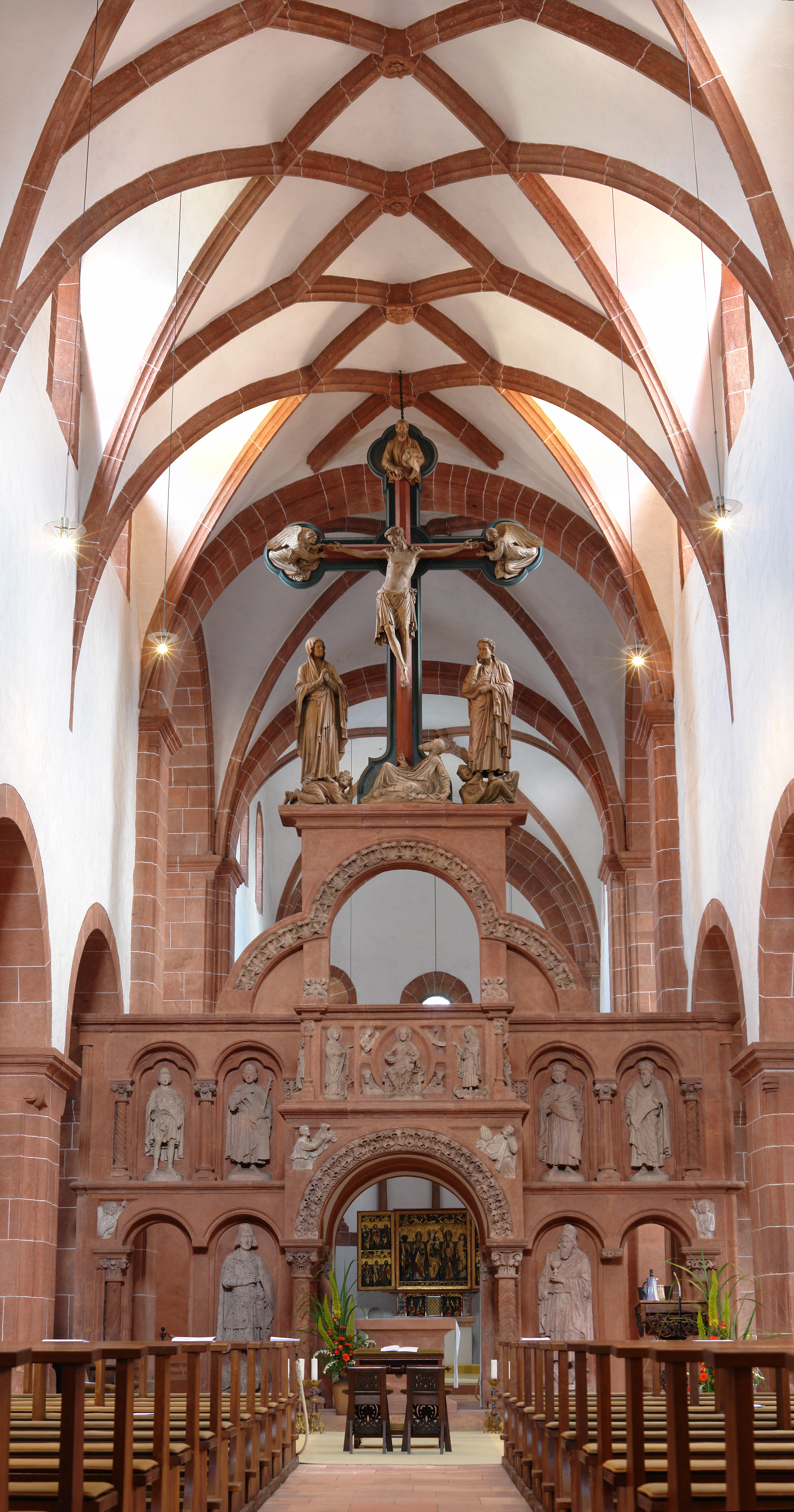
Леттнер и распятие XIII века
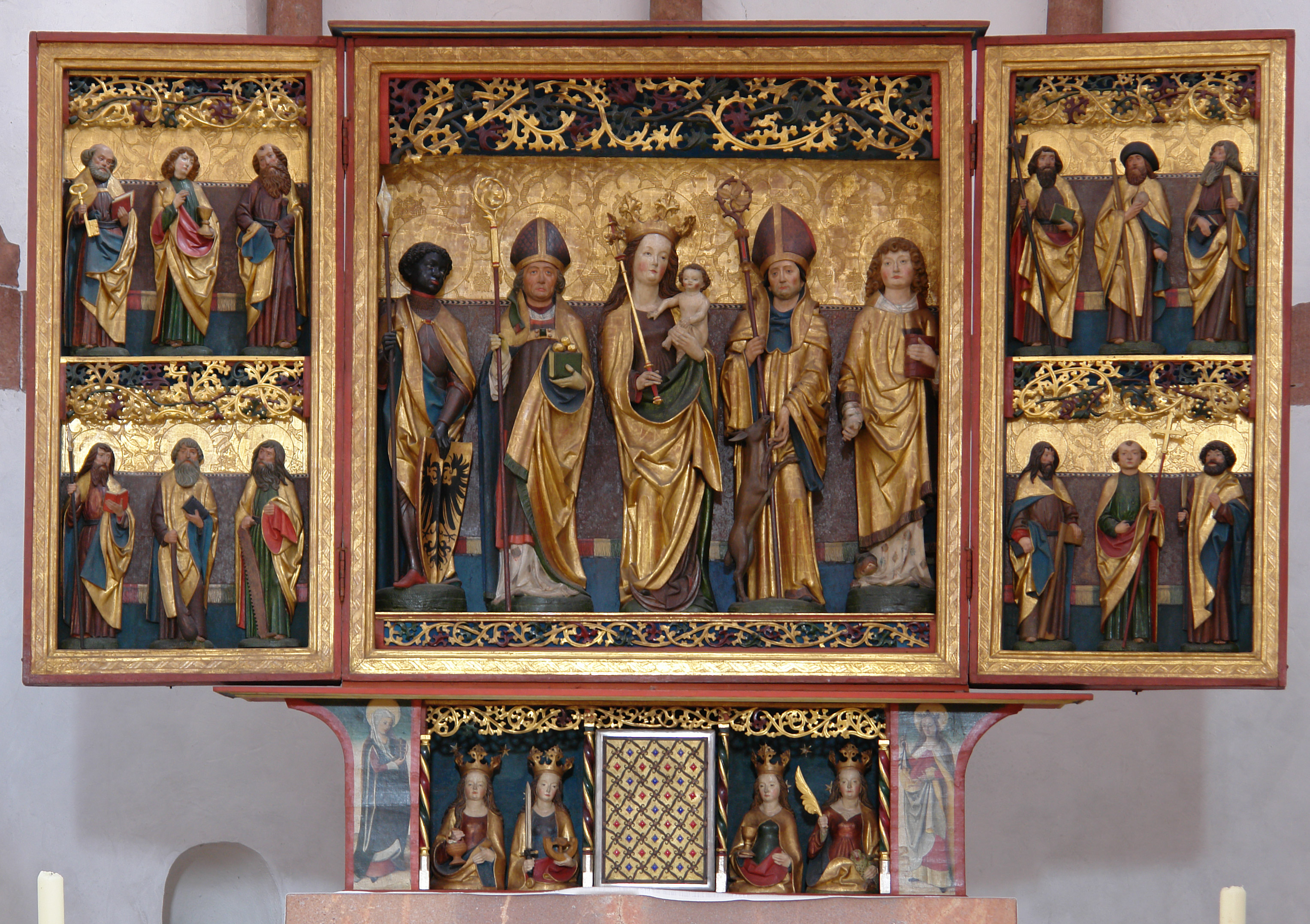
Главный алтарь
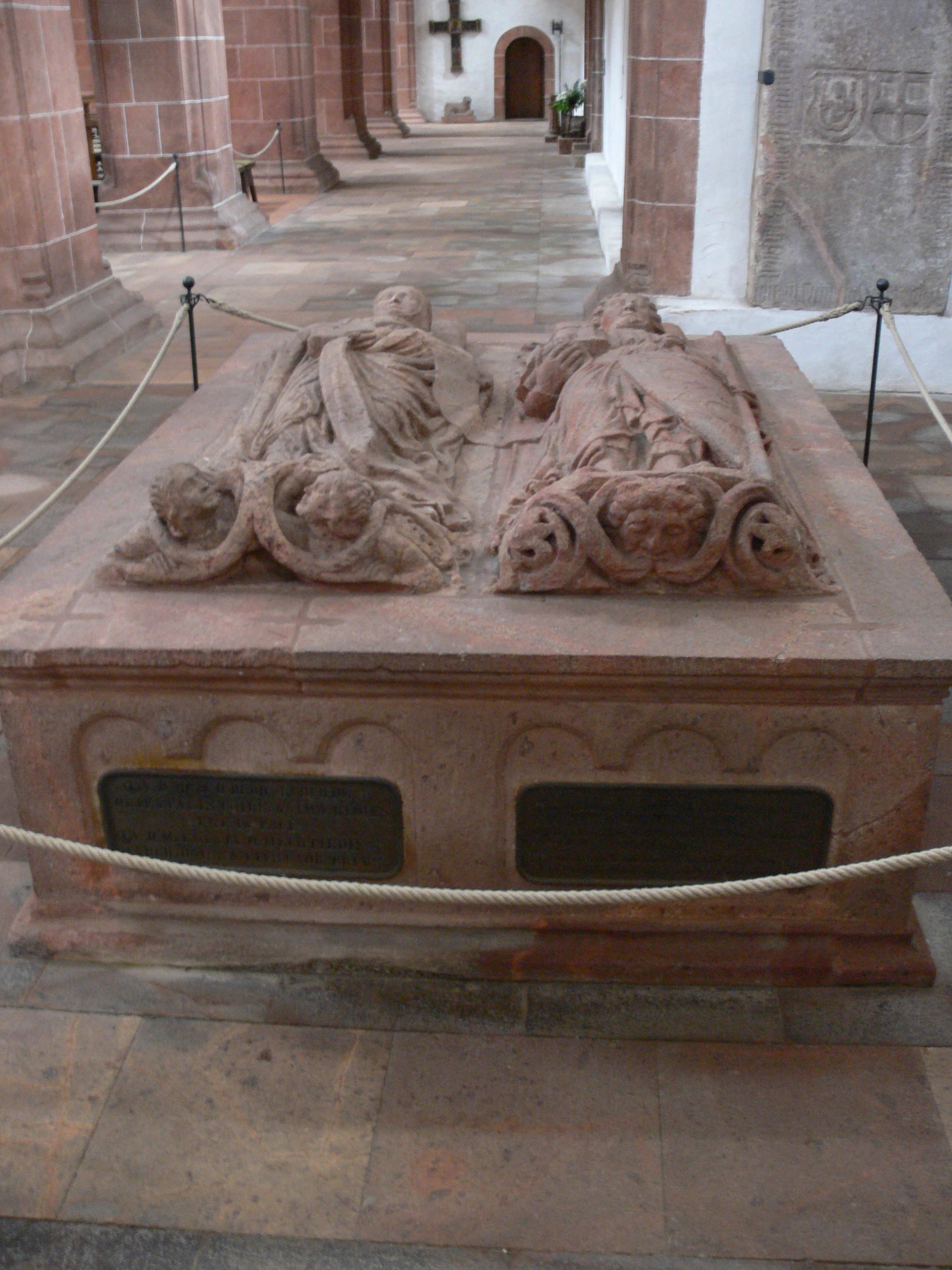
Надгробие основателей монастыря Деди III и его жены
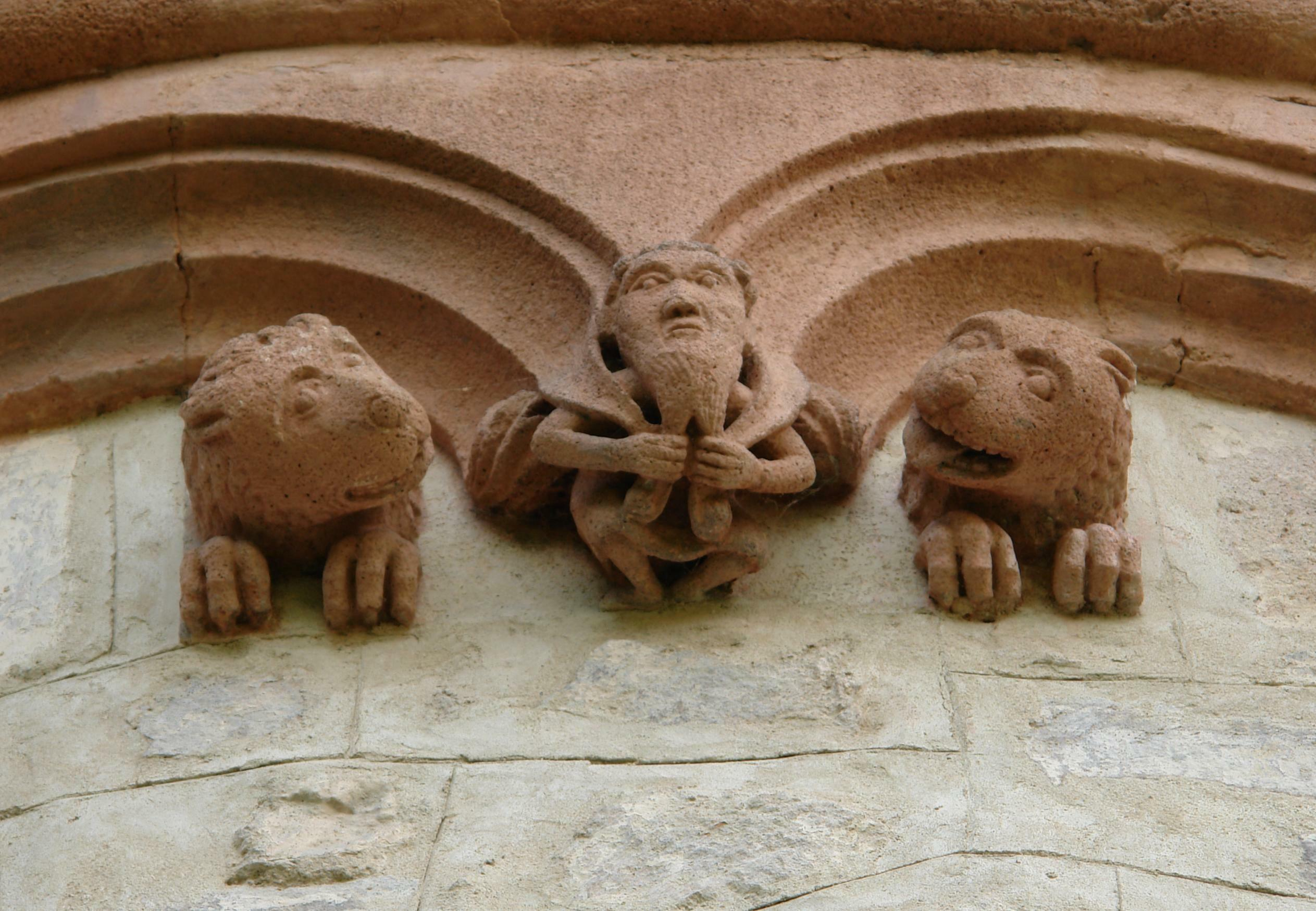
Деталь скульптурного убранства